# (473032) 2015 HS71
(473032) 2015 HS71 es un asteroide perteneciente al cinturón de asteroides, descubierto el 24 de octubre de 2007 por el equipo del Mount Lemmon Survey desde el Observatorio del Monte Lemmon, Arizona, Estados Unidos.

## Designación y nombre
Designado provisionalmente como 2015 HS71.

## Características orbitales
2015 HS71 está situado a una distancia media del Sol de 2,869 ua, pudiendo alejarse hasta 3,416 ua y acercarse hasta 2,323 ua. Su excentricidad es 0,190 y la inclinación orbital 11,11 grados. Emplea 1775 días en completar una órbita alrededor del Sol.

## Características físicas
La magnitud absoluta de 2015 HS71 es 16.